# Bruce Logan
Hubert Bruce Logan (ur. 2 marca 1886 w Chesterton, zm. 24 listopada 1965 w Stevenage) – brytyjski wioślarz, srebrny medalista olimpijski.
Wystąpił na igrzyskach olimpijskich w Sztokholmie w 1912, gdzie brytyjska osada Thames Rowing Club w składzie: Julius Beresford, Karl Vernon, Charles Rought, Bruce Logan i Geoffrey Carr zdobyła srebrny medal w czwórkach ze sternikiem. Był to jego jedyny start olimpijski.
W trakcie I wojny światowej służył w Duke of Lancaster's Own Yeomanry osiągając stopień pułkownika. Został odznaczony Medalem Wojennym Brytyjskim i Medalem Zwycięstwa.
Poza wioślarstwem uprawiał także rugby i boks.